# Olímpia Futebol Clube
L'Olímpia Futebol Clube, noto anche semplicemente come Olímpia, è una società calcistica brasiliana con sede nella città di Olímpia, nello stato di San Paolo.

## Storia
Il club è stato fondato il 5 dicembre 1946. L'Olímpia ha vinto il Campeonato Paulista Série A3 nel 2000 e nel 2007, e il Campeonato Paulista Série A2 nel 1990. Nel 2000, l'Olímpia ha partecipato alla Copa João Havelange, il club venne inserito nel "Modulo Bianco", dove è stato eliminato al terzo turno.

## Palmarès

### Competizioni statali
- Campeonato Paulista Série A2: 1

1990
- Campeonato Paulista Série A3: 2

2000, 2007